# Sainte-Cécile (Indre)
Sainte-Cécile is een plaats en voormalige gemeente in het Franse departement Indre in de regio Centre-Val de Loire en telt 103 inwoners (2009). De plaats maakt deel uit van het arrondissement Issoudun.

## Geschiedenis
Sainte-Cécile is op 1 januari 2016 gefuseerd met de gemeenten Parpeçay en Varennes-sur-Fouzon tot de gemeente Val-Fouzon. 

## Geografie
De oppervlakte van Sainte-Cécile bedraagt 10,0 km², de bevolkingsdichtheid is dus 10,3 inwoners per km².
De onderstaande kaart toont de ligging van Sainte-Cécile (Indre) met de belangrijkste infrastructuur en aangrenzende gemeenten.

## Demografie
Onderstaande figuur toont het verloop van het inwonertal (bron: INSEE-tellingen).